# Rhopalomyces candidus
Rhopalomyces candidus är en svampart som beskrevs av Berk. & Broome 1851. Rhopalomyces candidus ingår i släktet Rhopalomyces och familjen Helicocephalidaceae.   Inga underarter finns listade i Catalogue of Life.